# Troncal del Café
La Troncal del Café articula los municipios de la subregión del Suroeste del departamento de Antioquia en Colombia y la conecta con el área metropolitana del Valle de Aburrá y el departamento del colombiano del Chocó. En el sitio conocido como Remolinos se divide en dos ramales, uno que pasa por Bolívar y otro por Jardín. Esta vía conecta las áreas urbanas de Amagá, Ciudad Bolívar, Hispania, Andes, y Jardín. Las demás cabeceras urbanas se conectan por ramales que las articulan a la Troncal por vías secundarias. Santa Bárbara y La Pintada están servidas por la Troncal de Occidente. La región del Suroeste cuenta con una extensa red de vías terciarias construidas por el Departamento, los diferentes municipios, la Federación Nacional de Cafeteros y particulares.